# Chapultepec el Grande
Chapultepec el Grande är en ort i Mexiko.   Den ligger i kommunen Tequila och delstaten Veracruz, i den sydöstra delen av landet, 230 km öster om huvudstaden Mexico City. Chapultepec el Grande ligger 1 655 meter över havet och antalet invånare är 247.
Terrängen runt Chapultepec el Grande är kuperad österut, men västerut är den bergig. Runt Chapultepec el Grande är det ganska tätbefolkat, med 155 invånare per kvadratkilometer. Närmaste större samhälle är Córdoba, 19,7 km nordost om Chapultepec el Grande. I omgivningarna runt Chapultepec el Grande växer i huvudsak städsegrön lövskog.